# Piaggio
Piaggio & C. è un produttore italiano di veicoli a motore a due e tre ruote, e veicoli commerciali. Fu fondato - quale azienda - nel 1884. 
Piaggio & C. opera nel settore scooter, moto e ciclomotori utilizzando i marchi Piaggio, Aprilia e Moto Guzzi; è attiva inoltre nel trasporto leggero a tre e quattro ruote. In tali campi Piaggio ha realizzato due dei prodotti italiani di disegno industriale più famosi di sempre in tutto il mondo, lo scooter Vespa ed il motocarro Ape. Detiene inoltre ulteriori marchi storici non più utilizzati come Laverda, Gilera e Derbi.
La società è quotata presso la Borsa valori di Milano nell'indice FTSE Italia Mid Cap. È controllata dalla holding industriale IMMSI, a sua volta quotata alla Borsa Italiana.

## Storia

### Le origini

Logo precedente del gruppo, utilizzato tuttora sui veicoli a due ruote e commerciali del marchio

Il primo nucleo di attività della Società Piaggio è legata alla lavorazione del legno: il 5 settembre 1882 il cavalier Enrico Piaggio, imprenditore titolare di una segheria per legname, acquistò un terreno a Sestri Ponente per impiantarvi un deposito di legname che in pochi anni si trasformò in una bottega di artisti ebanisti e intarsiatori. Suo figlio Rinaldo nel 1884 fondò la società Rinaldo Piaggio, produttrice di arredamento navale e, da inizio secolo, anche di carrozze ferroviarie.
Nel 1915 l'azienda acquisì le Officine Aeronautiche Francesco Oneto di Pisa, già Società Aviazione Fratelli Antoni.
Nel 1917, durante la prima guerra mondiale, Rinaldo Piaggio convertì l’azienda alle produzioni aeronautiche e belliche. La Piaggio si impegnò nella produzione di motoscafi antisommergibili MAS, e soprattutto di aeroplani e idrovolanti, inizialmente costruiti su licenza Ansaldo, Macchi, Caproni e Dornier, e successivamente su disegni della stessa Piaggio; nel 1924 cominciò la produzione dei primi motori Jupiter e degli aeromobili Dornier Wal, costruiti su licenza.
Gli stabilimenti dell'azienda vennero utilizzati nel periodo tra le due guerre mondiali per la produzione di rotabili ferroviari, ma nello stesso periodo si era avviata anche la produzione riguardante il settore degli aeroplani. Dopo la prima guerra mondiale, si assisté alla trasformazione da economia bellica a economia di pace. Nei primi anni 1920 Piaggio costruì il treno reale e alcuni elettrodomestici innovativi sia dal punto di vista estetico sia dell'uso. Per assicurarsi maestranze anche nel settore aeronautico, in quegli anni venne acquistato l'intero stabilimento Bonmartini di Roma, per la produzione del monoplano da caccia Piaggio P.2 e il quadrimotore Piaggio P.108, unico bombardiere quadrimotore ad essere impiegato dalla Regia Aeronautica durante la seconda guerra mondiale.
Nel 1924 fu acquistato lo stabilimento, sito a Pontedera, della Costruzioni Meccaniche Nazionali; nel 1926 Rinaldo Piaggio fondò la SANA, Società Anonima Navigazione Aerea, prima compagnia italiana per il trasporto aereo di passeggeri. Il capitale sociale passò da 15 a 30 milioni di lire nel 1930 per poi diminuire a 10 milioni nel 1932: la crescita iniziale subì una battuta d'arresto dovuta alla Grande depressione. Giovanni Gabrieli, Giovanni Casiraghi, Corradino D'Ascanio sono alcuni dei nomi che all'epoca lavoravano per l'azienda: D'Ascanio  progettò il DAT 3, il primo elicottero della storia effettivamente manovrato dall'uomo e con eliche montate su giunto cardanico.
Nel 1938 morì Rinaldo Piaggio: i suoi figli si divisero responsabilità e competenze, ad Armando andarono gli stabilimenti liguri (a Finale Ligure e Sestri) e a Enrico Piaggio quelli toscani (a Pontedera e a Pisa). Negli anni del Fascismo la Piaggio costruì autocarri, autobus, teleferiche, rimorchi, funicolari, serramenti in alluminio. Negli anni del colonialismo italiano alcuni insediamenti produttivi vennero costruiti ad Addis Abeba e Gura, in Etiopia, per le riparazioni e costruzioni aeronautiche nelle Officine Meccaniche Africa Orientale (OMAO).
Durante la seconda guerra mondiale molti stabilimenti vengono distrutti. 
Armando Piaggio riprese le fila del settore aeronautico e il ripristino degli impianti per l'arredamento navale e ferroviario. Vennero sviluppati il Piaggio P.148 e il Piaggio P.149.
A guerra finita, nel 1945, iniziarono le operazioni di ricostruzione degli stabilimenti di Pontedera e si svilupparono i prototipi di Vespa.

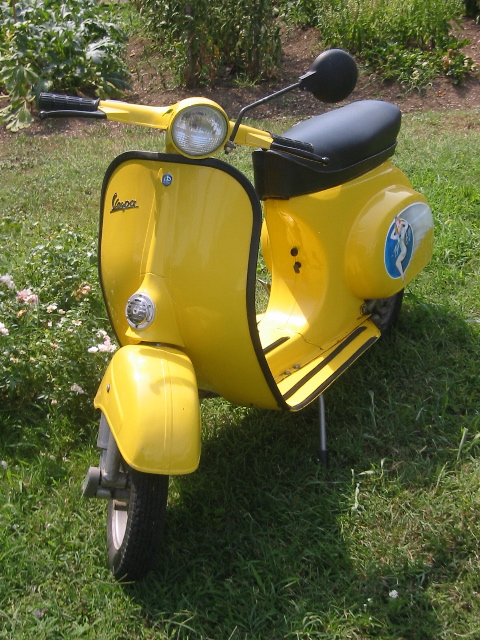
Piaggio Vespa

### La Vespa

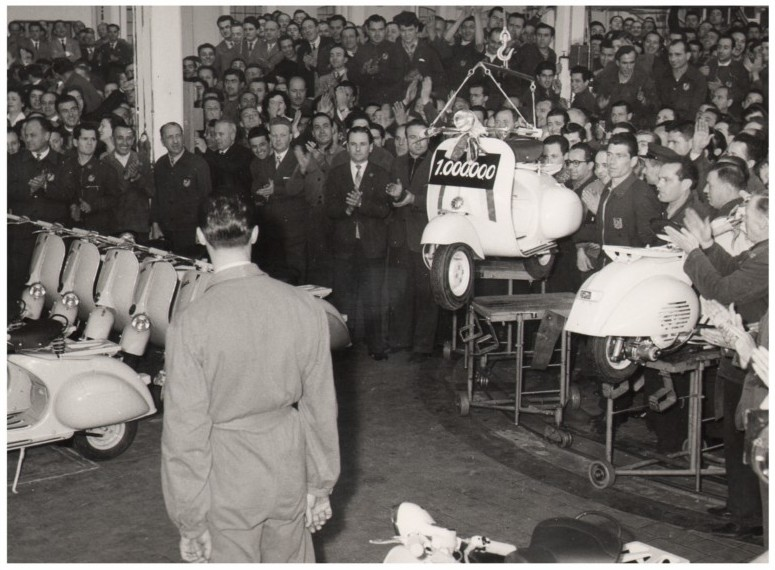
Stabilimento Piaggio, celebrazioni per la milionesima Vespa, Pontedera 1956.

La storia della Piaggio ha dunque una svolta nel dopoguerra, quando, il 23 aprile 1946, su progetto dello stesso D'Ascanio, viene brevettato uno scooter il cui nome diventerà quasi un sinonimo di "Piaggio": la Vespa (va ricordato che il modello era stato preceduto da un prototipo, poi non commercializzato, denominato "Paperino", progettato nel 1944 a Biella, ovvero nel periodo in cui i macchinari industriali vennero trasferiti dallo stabilimento di Pontedera in Piemonte a causa dei bombardamenti anglo-statunitensi).
Il primo progetto per questa moto fu prodotto a Pontedera nel 1946: è un mezzo con trasmissione senza catene, con il cambio sul manubrio e una carrozzeria in grado di proteggere il guidatore. Il nome “Vespa” fu coniato dallo stesso Enrico Piaggio il quale di fronte al prototipo del nuovo mezzo esclamò: “sembra una vespa!” per la somiglianza con l'omonimo insetto grazie alla parte centrale molto ampia, la “vita” stretta e per il ronzio del motore.
Enrico Piaggio ne mise in produzione 2 500.
La nascita della Vespa segna la fine dei progetti e delle produzioni aeronautiche. Il nuovo scooter fu presentato il 29 marzo 1946 a Roma al circolo del golf al generale Stone, capo delle forze alleate in Italia. Le reazioni della stampa furono discordanti: per alcuni era un “trabiccolo” con scarse capacità di potenza e di affidabilità, per altri era un mezzo di trasporto innovativo con elementi di genialità ingegneristica. Soltanto a partire dal 1948, con l'uscita della Vespa 125, il veicolo registrò un successo di pubblico: nel 1953 vennero costruite 171 200 Vespe, nel 1956 si festeggia il milionesimo esemplare, nel 1960 esce la due milionesima Vespa, nel 1970 si arriva a quattro milioni e nel 1988 verrà raggiunto il traguardo della dieci milionesima. Ad oggi, le Vespe prodotte a partire dal 1946 superano i sedici milioni di unità.

### Il riassetto e l'evoluzione in Gruppo
Nel 1948 nasce l'Ape Piaggio, il veicolo a tre ruote che entra nell'uso quotidiano, trovando varie applicazioni pratiche: l'Ape risciò, l'Ape cassone, l'Ape taxi, l'Ape Calessino. Fu costruito pensando alle esigenze di trasporto merci nell'Italia del dopoguerra.
Nel 1963 si inaugura a Pune il primo stabilimento indiano di Vespa.
Nel 1964 le due divisioni (aeronautica e motociclistica) diventano a tutti gli effetti due aziende indipendenti; la divisione aeronautica prende il nome di IAM Rinaldo Piaggio, che diventerà in seguito Piaggio Aero Industries.
Dopo la morte di Enrico Piaggio, avvenuta nel 1965, l'azienda passa sotto il controllo degli Agnelli, in quanto Umberto aveva sposato la figlia di Enrico, Antonella Bechi Piaggio. Una fase segnata dall'acquisto della Gilera nel 1969 e dall'ampliamento della gamma: sono gli anni dei ciclomotori Ciao (1967), Bravo, Boxer, Sì e Grillo.
Il 4 novembre 1966 è una data dolorosa per la storia di Pontedera e per lo stabilimento Piaggio: il fiume Era straripa provocando l'allagamento di tutta la città. In quelle ore molti operai, dirigenti e abitanti di Pontedera si mobilitano per difendere la fabbrica e per limitare il più possibile i danni. Questa grande solidarietà di operai e cittadini fu tale che in pochi giorni consentì la ripresa dell'attività nello stabilimento. I danni calcolati, però, ammontavano a circa due miliardi dell'epoca.
Nel 1973 Piaggio inizia lo studio di un ciclomotore elettrico chiamato "Eco Electron", e due anni dopo viene realizzato il primo prototipo di Ape elettrico. Negli anni settanta, inoltre, si assiste alla creazione di nuovi prodotti nel segmento degli scooter e dei motocarri: nel 1977 nasce la Piaggio Vespa PX, nel 1980 viene acquisito il marchio di biciclette più antico del mondo, F.I.V. Edoardo Bianchi, che rimarrà per molti anni all'interno del gruppo. Nel 1989 nasce Sfera, il primo scooter con telaio in tubi di acciaio e carrozzeria in plastica.
Nel 1993 lo stabilimento Gilera di Arcore viene chiuso e parte della produzione spostata a Pontedera, dove prosegue la progettazione e l'assemblaggio dei nuovi prodotti del marchio milanese.
Dagli anni '90 vengono prodotti gli scooter Zip (1992), Hexagon (1994), Liberty (1995), X9 (2000), Beverly (2001).
Nel 1994 Piaggio espande la produzione sul mercato cinese con la joint venture Piaggio Lyman Foshan ltd, società il cui capitale viene detenuto al 75% dalla Piaggio Lyman China e il 25% dalla cinese Fosti Motorcycle. Lo stabilimento di produzione viene costruito nella città di Foshan in Cina.
In seguito alla scomparsa di Giovanni Alberto Agnelli, il gruppo avvia il mutamento del proprio assetto proprietario: nel 1999 il controllo passa al gruppo finanziario Morgan Grenfell Private Equity, e sempre nello stesso anno apre a Baramati lo stabilimento per la produzione in India del tre ruote Apé; nel 2001 viene acquisito il controllo di Derbi; nel 2003 la società passa sotto il controllo della holding industriale IMMSI di Roberto Colaninno, quotata alla Borsa di Milano. 
Nel 2004 acquisisce l'azienda veneta Aprilia al quale tra l'altro facevano capo altri marchi storici come Moto Laverda e Moto Guzzi.
Nell'aprile 2004 viene ristrutturata la joint venture cinese che cambia denominazione in Piaggio Foshan Motorcycle Co. Ltd (PFM), partecipata ora da Piaggio (45%), il nuovo socio Zongshen (45%) e la Municipalità di Foshan (10%). Esce dalla partecipazione il costruttore Fosti Motorcycle a causa di difficoltà finanziarie.

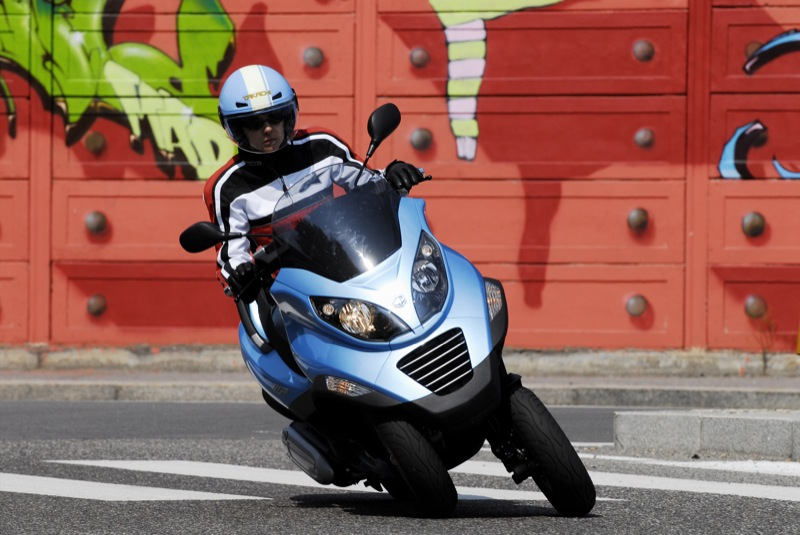
Piaggio MP3.

### La quotazione in Borsa e gli anni recenti
Nel 2006 la società Piaggio & C. viene quotata in Borsa.
Tra le novità di maggior spicco introdotte negli ultimi anni (2006) è da citare il Piaggio MP3, scooter particolare a tre ruote, due anteriori e una posteriore.
Nel 2007 è stato anche presentato alla stampa il prototipo Piaggio MP3 Hybrid, scooter ibrido plug-in ricaricabile, dotato di motore termico e motore elettrico, la cui messa in produzione era stata indicata per l'anno successivo. Nello stesso anno il Gruppo approda ufficialmente in Vietnam.
Nel 2012 Vespa debutta nel mercato indiano con la produzione presso lo stabilimento locale di Baramati (Stato del Maharashtra) e viene inaugurato un nuovo stabilimento di motori in Vietnam nel distretto industriale di Hanoi; nel 2013 apre a Pasadena in California (Stati Uniti d'America) il PADC - Piaggio Advanced Design Center.
Nel 2013 le Vespa vendute nel mondo sfiorano le 190 000 unità.
Nel giugno del 2014 oltre 10 000 Vespa (e relativi vespisti) arrivano a Mantova in rappresentanza di 132 Vespa Club da 32 diverse nazioni per celebrare i Vespa World Days. È il più grande raduno della storia di Vespa.
Alla fine del 2015 nasce la Piaggio Fast Forward (PFF), centrata sull'innovazione e un nuovo modo di fare ricerca. Presieduta da Colaninno, ha sede a Cambridge in Massachusetts (Stati Uniti); nell'advisory board siedono Nicholas Negroponte, Dong Brent e Jeff Linnell di Google, fondatore di Bot & Dolly.
Nel novembre 2022 viene inaugurato il nuovo stabilimento di Giacarta in Indonesia che produce la Vespa per il mercato locale.
Nel settembre 2023, in seguito alla morte di Roberto Colaninno, i figli Matteo e Michele Colaninno vengono eletti rispettivamente presidente esecutivo e amministratore delegato del gruppo Piaggio.

## Dati economici
Nel 2019 i ricavi hanno toccato 1,52 miliardi di euro con un aumento del 9,5% a cambi variabili e del 7,2% a cambi costanti. Il margine operativo lordo è salito a 227,8 milioni, in aumento del 12,9%.

## Impegni sportivi
Con l'ausilio dei reparti corse Aprilia, Derbi e Gilera partecipa, supportando vari team in varie categorie, sia al Motomondiale che al Campionato mondiale Superbike.
Attraverso la Gilera, il gruppo Piaggio ha anche partecipato ad alcune edizioni della Parigi Dakar con la RC 600.

## "Progetto culturale" Piaggio
Il “progetto culturale” promosso dalla Piaggio ha come scopo la ricostruzione e la valorizzazione della storia dell'azienda e si compone di una triade: la Fondazione Piaggio, L'Archivio storico e il Museo Piaggio. Nel 2003 il Museo e L'Archivio sono stati riconosciuti come Miglior Museo e Archivio d'Impresa in Italia nell'edizione Premio Impresa e Cultura.
- Fondazione Piaggio: nata nel 1994 è costruita da tre soci, Piaggio, Comune di Pontedera e Provincia di Pisa. Organizza un programma di dibattiti, convegni e seminari su vari temi come l'arte, il design, la società, il linguaggio, l'innovazione, la creatività, l'etica, l'ambiente, la cultura, la formazione e promuove mostre ed esposizioni. La Fondazione è un'istituzione onlus paritetica, pubblico-privato (soci: 50% Piaggio, 25% Comune di Pontedera, 25% Provincia di Pisa), frutto di una convergenza di obiettivi tra Azienda ed enti pubblici, tra i primi esempi in Italia.[22]
- Archivio Storico “Antonella Bechi Piaggio”: costituito da 13 fondi, l'Archivio Storico Piaggio, con sede a Pontedera (Pisa) conserva la documentazione cartacea dell'azienda dalle origini ad oggi, in tutte le sue attività e in tutti i suoi settori. Presenta inoltre una ricca raccolta di fotografie, campagne pubblicitarie e filmati.[23][24] L'archivio si compone, essenzialmente, del superfondo Archivio storico Antonella Bechi Piaggio[25] (estremi cronologici: 1882 - 1991). Il materiale audiovisivo prodotto da Piaggio si trova invece nel fondo Archivio nazionale cinema d'impresa - Videoteca[26] di Ivrea.
- Museo Piaggio “Giovanni Alberto Agnelli”: inaugurato il 29 marzo del 2000, è situato in un ex spazio produttivo-industriale riconvertito in area espositiva per il progetto del museo. La ricostruzione della memoria della Piaggio è affidata alle collezioni Vespa (dai prototipi del 1945 alla Vespa GTV del 2006), Gilera (dalla moto VT 317 del 1909 alla RC600 Parigi-Dakar del 1991) accanto ai più significativi prodotti di Piaggio (motori aeronautici degli anni Trenta, una locomotrice ferroviaria del 1936, l'aereo P148 del 1951, l'Ape, il Pentarò, il Ciao, gli scooter di ultima generazione come l'MP3).[27]

## Produzione
Di seguito un elenco dei prodotti di punta del Gruppo Piaggio nel corso degli anni.

### In produzione
Veicoli a due ruote
- Piaggio Fly (mercato asiatico)
- Piaggio Beverly
- Piaggio Liberty
- Piaggio Medley
- Piaggio Vespa
- Piaggio Zip
- Piaggio X7 (mercato asiatico)
- Piaggio 1

Veicoli a tre ruote
- Piaggio MP3
- Piaggio Ape
- Piaggio MyMoover

Veicoli commerciali
- Piaggio Porter

### Fuori produzione
Veicoli a due ruote
- Piaggio Boss
- Piaggio Boxer
- Piaggio Bravo
- Piaggio Carnaby
- Piaggio Ciao
- Piaggio Cosa
- Piaggio Diesis
- Piaggio Free
- Piaggio Grande
- Piaggio Grillo
- Piaggio Hexagon
- Piaggio NRG
- Piaggio Quartz
- Piaggio Scatto
- Piaggio Sfera
- Piaggio Skipper
- Piaggio Sì
- Piaggio Toledo
- Piaggio Typhoon
- Piaggio Vespino
- Piaggio Velofax
- Piaggio X7
- Piaggio X8
- Piaggio X9
- Piaggio X10
- Piaggio Xevo

Veicoli a tre ruote
- Piaggio Ciao Porter

Veicoli commerciali
- Piaggio Quargo

ATV/Quad
- Piaggio Trackmaster (rebadge Arctic Cat TRV)

Quadricili
- Piaggio M500 (rebadge Casalini Ydea)
- Piaggio AL500 (rebadge Grecav Eke)
- Piaggio PK500 (rebadge Grecav Eke Pick-up)

Motori aeronautici (1920-1950)
- Piaggio P.VI
- Piaggio P.VII
- Piaggio P.VIII
- Piaggio P.IX
- Piaggio P.X
- Piaggio P.XI
- Piaggio P.XII
- Piaggio P.XV

Automotrici ferroviarie (1920-1950)
- Automotrice e rimorchiata M-R Piaggio
- Automotrice M 1cINOX
- Automotrice M2 serie 50
- Automotrice FNM E 750 (I)